# آگوتی
آگوتی (نام علمی: Dasyprocta) نام یک سرده از فروراسته تشی‌آروارگان است و بومی آمریکای مرکزی، شمالی، مرکز آمریکای جنوبی و آنتیل کوچک می باشد. آگوتی ها نزدیک ترین خویشاوند خوکچه هندی هستند ولی از آنها بزرگتر هستند و پاهای درازتری نیز دارند.

## گونه‌ها
- آگوتی آزارا, Dasyprocta azarae
- آگوتی کویبایی, Dasyprocta coibae
- آگوتی تاج‌دار, Dasyprocta cristata
- آگوتی سیاه, Dasyprocta fuliginosa
- آگوتی ارینوکو, Dasyprocta guamara
- آگوتی کالینوفسکی, Dasyprocta kalinowskii
- آگوتی کفل‌سرخ, Dasyprocta leporina
- آگوتی مکزیکی, Dasyprocta mexicana
- آگوتی کفل‌سیاه, Dasyprocta prymnolopha
- آگوتی آمریکای مرکزی, Dasyprocta punctata
- آگوتی جزیره روآتان, Dasyprocta ruatanica